# Meteor Garden (série de televisão de 2018)
Meteor Garden (chinês simplificado: 流星花园, pinyin: Liúxīng Huāyuán) é uma série de televisão chinesa exibida pela Hunan TV entre 9 de julho e 29 de agosto de 2018, estrelada por Shen Yue, Dylan Wang, Darren Chen, Connor Leong e Caesar Wu. É baseado no drama taiwanês homônimo e a série japonesa de mangá Hana Yori Dango escrito por Yoko Kamio. A série é produzida por Angie Chai e dirigida por Lin Helong. Está situado em Xangai.

## Enredo
Dong Shancai (She Yue) é uma menina de classe baixa que através dos seus pais consegue ingressar na maior universidade de prestígio do país por apenas aceitar alunos da alta classe do Taiwan, sua vida se torna movimentada quando ela chega e acaba desafiando Daoming Si (Dylan Wang) um garoto mimado e arrogante, líder de um grupo de quatro garotos mais ricos e belos, O F4, imediatamente Shancai se torna alvo de Daoming Si após declarar guerra, Huaze Lei (Darren Chen), amigo de Daoming Si, se aproxima dela, eventualmente quando as provocações de Daoming Si começam a ficar cada vez mais pesadas e difíceis de suporte, ele se mostra cada vez mais presente na vida de Dong Shancai. Daoming Si percebe que nenhuma de suas provocações atingem Shancai, e ele passa a conhecer a personalidade cheia de vida da garota se apaixonando perdidamente por ela, quanto mais eles se aproximam, mais arriscado se torna o romance, Daoming Si que é herdeiro da empresa de sua família coloca tudo em risco quando o amor fala mais alto e ele se opõe contra sua mãe Dao Ming Feng ( Wang Lin), que não aceita o romance entre ele e Shancai, e faz de tudo para separa-los, tomando as decisões mais desafiadoras para que Daoming Si não coloque toda a sua vida a perder pela garota, para isso Dao Ming Feng submete seu filho a um casamento arranjado com a filha do dono de um dos maiores aglomerados do Taiwan, fazendo o próprio filho lutar cada vez mais pelo que ele acredita, no seu amor por Dong Shancai.

## Elenco

### Elenco principal
- Shen Yue como Dong Shancai (董杉菜)
- Dylan Wang como Daoming Si (道明寺)
- Darren Chen como Huaze Lei(花澤類)
- Connor Leong como Feng Meizuo (冯美作)
- Caesar Wu como Yan Ximen (彦西門)

### Elenco de apoio
- Li Jiaqi como Jiang Xiaoyou
- Liu Yinhao como Chen Qinghe[4]
- Sun Qian como He Yuanzi[5] / Xiao Zi
- Dee Hsu como Daoming Zhuang
- An Ziyi como Li Xinhui
- Dong Xin como Li Zhen
- Wang Lin / Lilian Wang como Daoming Feng
- Sun Yihan como Teng Tangjing
- Wang Runze como Tian Ye
- Blake Abbie como Thomas
- Wang Zi Zhen como Jiang Baihe
- Liu Ye como Zhou Caina
- Zhao Hua Ran como Yan Shunping
- Kirito Kirigaya como Ken[4]

### Cameos
- Wang Yue como Yue Ji
- Amber Kuo como Guo Kaijie
- Jin Hao Chen como Yan Zhibu
- Harlem Yu

## Trilha sonora
| N.º | Título                                                   | Cantor(a)                                                                          | Duração |  |
| 1.  | "The Love You Want (Night Version) [你要的爱 (深夜版)]"  | Penny Tai (戴佩妮)                                                                 | 04:21   |  |
| 2.  | "For You"                                                | Dylan Wang (王鹤棣), Darren Chen (官鸿), Connor Leong (梁靖康), Caesar Wu (吴希泽) | 03:32   |  |
| 3.  | "Waiting For Someone (等一个人)"                         | Shennio Lin (林芯仪)                                                               | 04:21   |  |
| 4.  | "Meteor Shower (流星雨)"                                 | Jerry Yan (言承旭), Vic Chou (周渝民), Ken Chu (朱孝天), Vanness Wu (吴建豪)       | 04:34   |  |
| 5.  | "Create Memories (创造回忆)"                             | Dylan Wang (王鹤棣), Darren Chen (官鸿), Connor Leong (梁靖康), Caesar Wu (吴希泽) | 05:17   |  |
| 6.  | "Never Thought Of (从来没想到)"                          | Dylan Wang (王鹤棣), Darren Chen (官鸿), Connor Leong (梁靖康), Caesar Wu (吴希泽) | 03:41   |  |
| 7.  | "I Don’t Even Think About It (想都不用想)"               | Dylan Wang (王鹤棣)                                                                | 04:03   |  |
| 8.  | "Extremely Important (非同小可)"                         | Dylan Wang (王鹤棣)                                                                | 02:51   |  |
| 9.  | "The Tenderness Behind The Flower (花背后的温柔)"        | Darren Chen (官鸿)                                                                 | 03:53   |  |
| 10. | "Star Counting Shooting Stars (星星数流星)"              | Connor Leong (梁靖康)                                                              | 03:28   |  |
| 11. | "I Miss You Thinking About Going Crazy (想你想到快疯了)" | Caesar Wu (吴希泽)                                                                 | 05:06   |  |
| 12. | "Emotional (情非得已)"                                   | Harlem Yu (庾澄庆)                                                                 | 04:33   |  |
| 13. | "I Miss You Thinking About Going Crazy (想你想到快疯了)" | Clover Kao (高隽雅)                                                                | 04:14   |  |
| 14. | "Love, Existence (爱，存在)"                             | Qiqi Wei (魏奇奇)                                                                  | 04:46   |  |
| 15. | "The Love You Want (你要的爱)"                           | Fu Yan (芙筱)                                                                      | 04:03   |  |
| 16. | "River"                                                  | Bishop Briggs                                                                      | 03:34   |  |
| 17. | "Say Something"                                          | A Great Big World                                                                  | 03:52   |  |
| 18. | "Anyone of Us (Stupid Mistake)"                          | Gareth Gates                                                                       | 03:48   |  |

## Classificações
- Na tabela abaixo, os números azuis representam as mais baixas classificações e os números vermelhos representam as classificações mais elevadas.

| Episódio | Data de transmissão original | Audiência média (CSM52) | Audiência média (CSM52) | Audiência média (CSM52) | Audiência média (National Average) | Audiência média (National Average) | Audiência média (National Average) |
| Episódio | Data de transmissão original | Classificações          | Audiência média         | Posição                 | Classificações                     | Audiência média                    | Posição                            |
| -------- | ---------------------------- | ----------------------- | ----------------------- | ----------------------- | ---------------------------------- | ---------------------------------- | ---------------------------------- |
| 1-2      | 9 de julho de 2018           | 1.126%                  | 8.04%                   | 4                       | 1.11%                              | 9.68%                              | 3                                  |
| 3-4      | 10 de julho de 2018          | 1.032%                  | 7.023%                  | 4                       | 1.11%                              | 9.03%                              | 4                                  |
| 5-6      | 11 de julho de 2018          | 0.991%                  | 6.731%                  | 5                       | 1.12%                              | 8.85%                              | 4                                  |
| 7-8      | 16 de julho de 2018          | 0.931%                  | 7.045%                  | 6                       | 1.1%                               | 9.77%                              | 3                                  |
| 9-10     | 17 de julho de 2018          | 0.919%                  | 6.803%                  | 8                       | 1.12%                              | 9.57%                              | 4                                  |
| 11-12    | 18 de julho de 2018          | 0.983%                  | 7.254%                  | 8                       | 0.97%                              | 8.71%                              | 4                                  |
| 13-14    | 19 de julho de 2018          | 0.922%                  | 6.42%                   | 9                       | 1.12%                              | 9.24%                              | 4                                  |
| 15-16    | 23 de julho de 2018          | 0.861%                  | 6.726%                  | 9                       | 0.97%                              | 9.07%                              | 5                                  |
| 17-18    | 24 de julho de 2018          | 0.893%                  | 6.571%                  | 8                       | 1.09%                              | 9.76%                              | 4                                  |
| 19-20    | 25 de julho de 2018          | 0.969%                  | 7.042%                  | 8                       | 0.99%                              | 8.6%                               | 3                                  |
| 21-22    | 30 de julho de 2018          | 0.916%                  | 6.876%                  | 6                       | 1%                                 | 8.92%                              | 4                                  |
| 23-24    | 31 de julho de 2018          | 0.914%                  | 6.792%                  | 5                       | 1.09%                              | 9.31%                              | 4                                  |
| 25-26    | 1 de agosto de 2018          | 0.872%                  | 6.584%                  | 6                       | 0.81%                              | 7.21%                              | 5                                  |
| 27-28    | 6 de agosto de 2018          | 0.824%                  | 6.46%                   | 7                       | 0.89%                              | 8.07%                              | 4                                  |
| 29-30    | 7 de agosto de 2018          | 0.781%                  | 6.058%                  | 7                       | 0.92%                              | 7.92%                              | 4                                  |
| 31-32    | 8 de agosto de 2018          | 0.792%                  | 6.027%                  | 6                       | 0.97%                              | 8.61%                              | 4                                  |
| 33-34    | 13 de agosto de 2018         | 0.756%                  | 5.808%                  | 7                       | 0.84%                              | 7.59%                              | 5                                  |
| 35-36    | 14 de agosto de 2018         | 0.749%                  | 5.771%                  | 5                       | 0.78%                              | 7.22%                              | 4                                  |
| 37-38    | 15 de agosto de 2018         | 0.669%                  | 5.325%                  | 6                       | 0.72%                              | 6.66%                              | 4                                  |
| 39-40    | 20 de agosto de 2018         | 0.751%                  | 5.879%                  | 3                       | 0.77%                              | 7.31%                              | 3                                  |
| 41-42    | 21 de agosto de 2018         | 0.709%                  | 5.595%                  | 3                       | 0.69%                              | 6.33%                              | 3                                  |
| 43-44    | 22 de agosto de 2018         | 0.592%                  | 4.336%                  | 7                       | 0.57%                              | 5.1%                               | 5                                  |
| 45-46    | 27 de agosto de 2018         | 0.713%                  | 5.694%                  | 7                       | 0.61%                              | 6.09%                              | 3                                  |
| 47-48    | 28 de agosto de 2018         | 0.586%                  | 4.658%                  | 4                       | 0.6%                               | 5.95%                              | 4                                  |
| 49-50    | 29 de agosto de 2018         | 0.707%                  | 5.554%                  | 8                       | 0.6%                               | 5.7%                               | 4                                  |
| Média    | Média                        | 0.841%                  | 6.32%                   | —                       | 0.9%                               | 8%                                 | —                                  |

## Exibição internacional
- Filipinas: ABS-CBN[6] Ele estreou em 20 de agosto de 2018.[7]
- Indonésia: SCTV.[8] Ele estreou em 3 de setembro de 2018. Ele estreou em 3 de setembro de 2018. No entanto, Viu tem os direitos de streaming para o programa e o ar primeiro em 16 de julho.[9]